# 民族解放军 (阿尔及利亚)
民族解放军（阿拉伯语：‎，羅馬化：Jaīš al-taḥrīr al-waṭanī al-jazāʾirī，简称）是阿尔及利亚独立战争期间阿尔及利亚民族解放阵线的武装力量。1962年阿尔及利亚成功自法国独立后，改组为阿尔及利亚国家人民军。

## 背景
1830年，法国入侵阿尔及尔，并在70多年中将阿尔及利亚征服。自第二次世界大战爆发以来，阿尔及利亚的穆斯林与殖民者的矛盾愈演愈烈，1954年3月23日，阿尔及利亚的民族主义者基于之前被法国殖民当局解散的各类独立组织（如准军事组织特别组织）建立了团结与行动革命委员会，10月23日，革命委员会改组为民族解放阵线，其武装力量民族解放军亦随之成立。

## 历史

### 阿尔及利亚革命
随着1954年11月1日宣言的发布，阿尔及利亚民族解放阵线及其武装力量发动了红色万圣节行动，正式打响了阿尔及利亚独立战争。民族解放阵线在成立后的两年内吸收了几乎大部分的阿尔及利亚民族主义组织，其后建立了阿尔及利亚共和国临时政府以对抗法国殖民政府，民族解放军则由未来的阿尔及利亚总统胡阿里·布邁丁上校领导。
1957年，民族解放军的规模扩大到了40,000人，而法国则在1956年召集了400,000名法军应对他们。民族解放军在突尼斯和摩洛哥边境建立营地，以便获得来自外国的武器援助与后勤支持。1962年3月18日，随着阿尔及利亚与法国政府签订《埃维昂协议》，阿尔及利亚在随后的独立公投中独立建国。

### 战后
1962年7月5日阿尔及利亚独立日当天，当七个连的民族解放军士兵进入奥兰时，遭到了当地黑脚（欧裔人）居民的开枪袭击。本已大部分离开奥兰市区的民族解放军人愤怒地袭击了当地大约40,000名奥兰的黑脚居民，造成了20名欧裔人以及数十名当地居民死亡，史称1962年奥兰大屠杀。这场暴力冲突持续了数个小时，直至国家宪兵出面制止。阿尔及利亚正式独立后，开国军队民族解放军改组为阿尔及利亚国家人民军。

## 图集

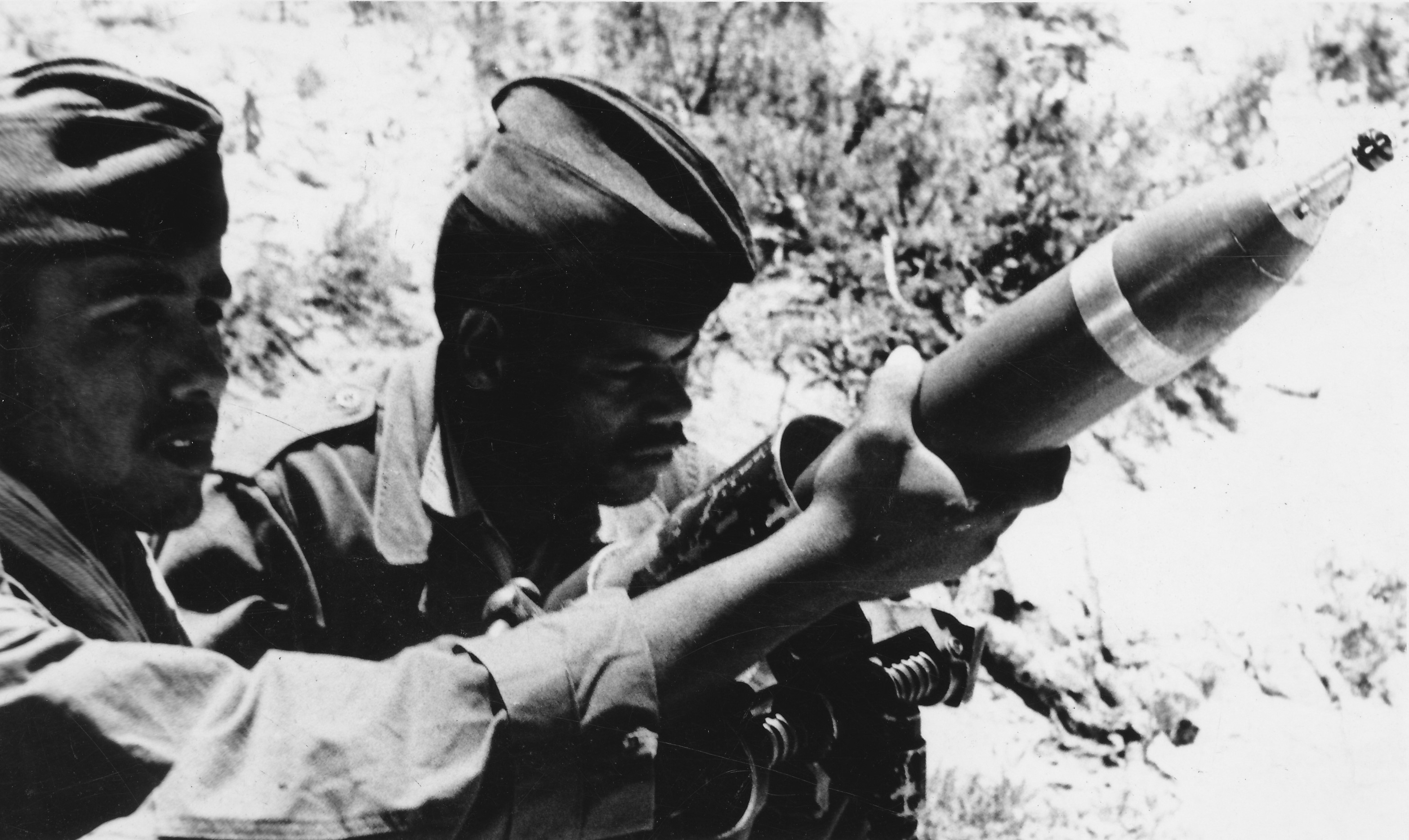
正在使用迫击炮的士兵
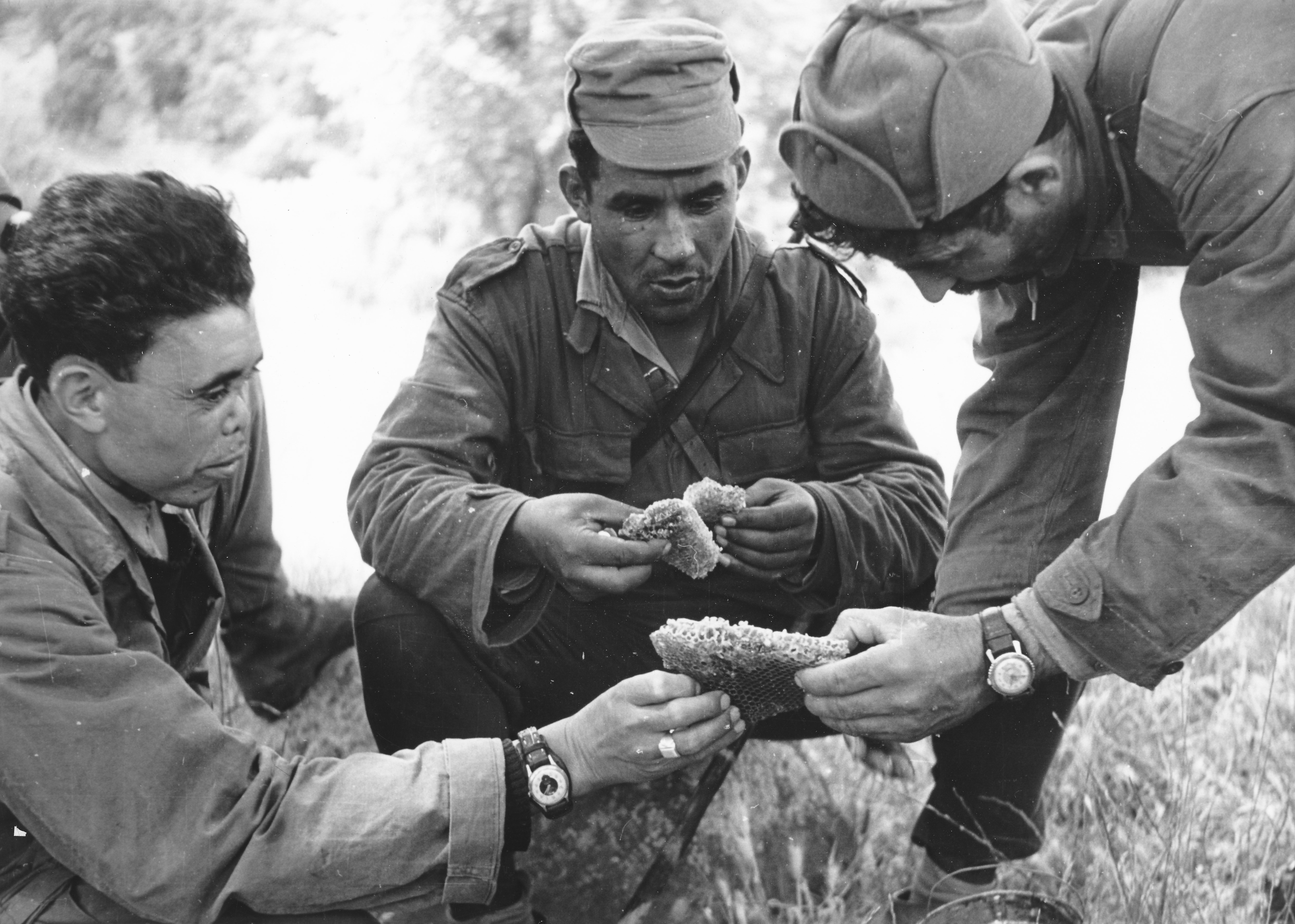
正在用餐的民族解放军士兵
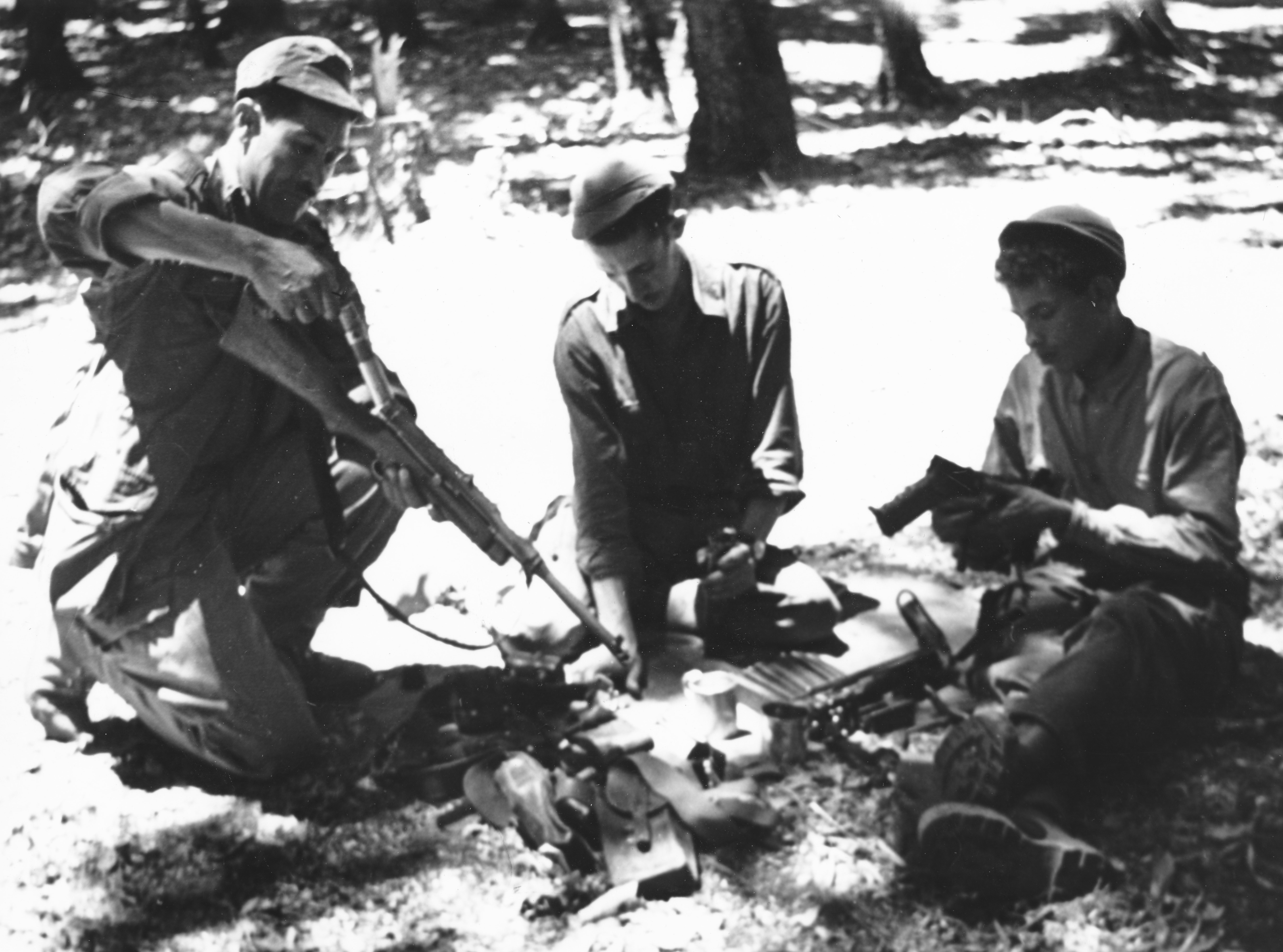
正在清洁武器的民族解放军士兵
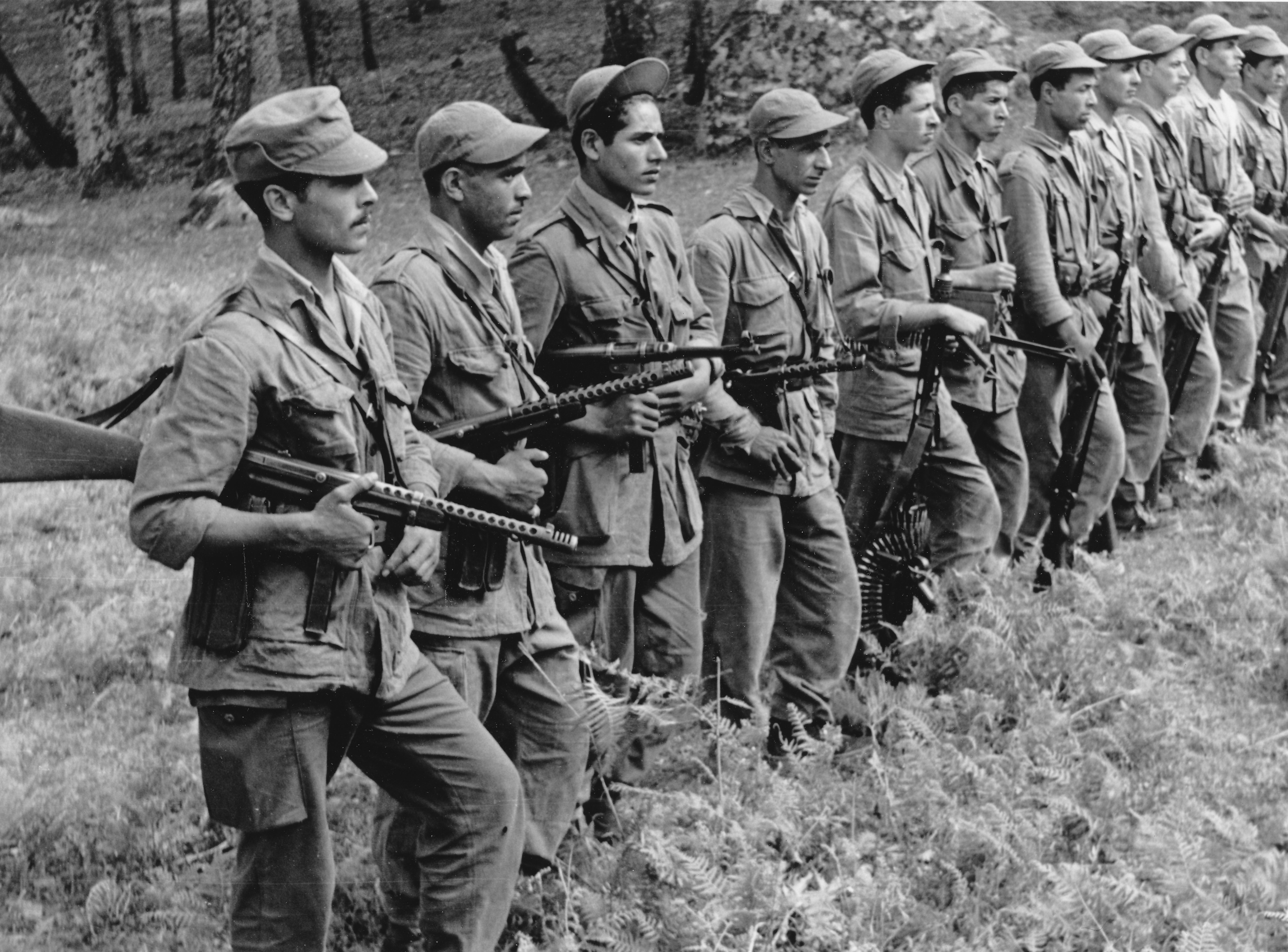
列队中的民族解放军士兵
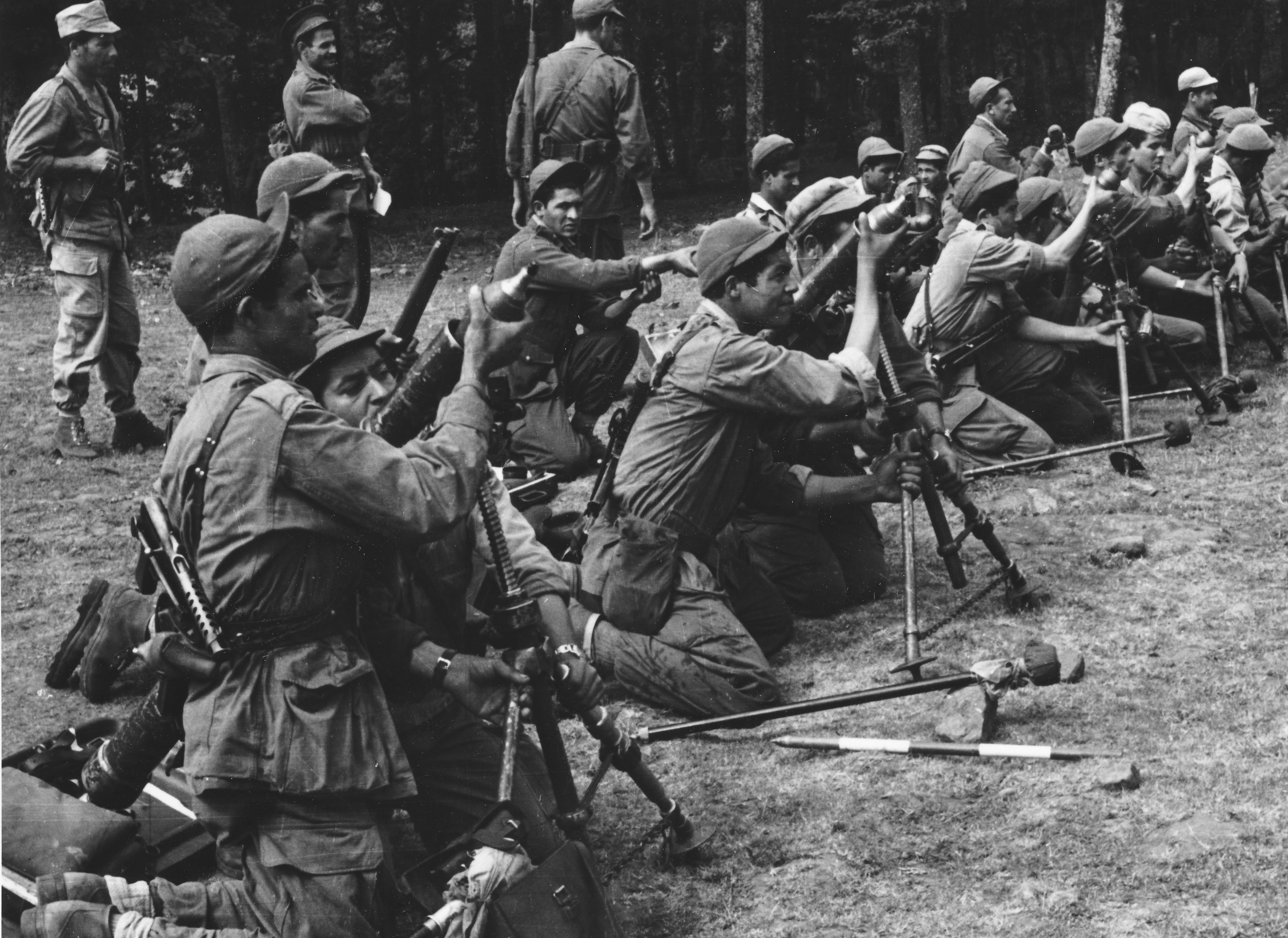
训练中的民族解放军部队
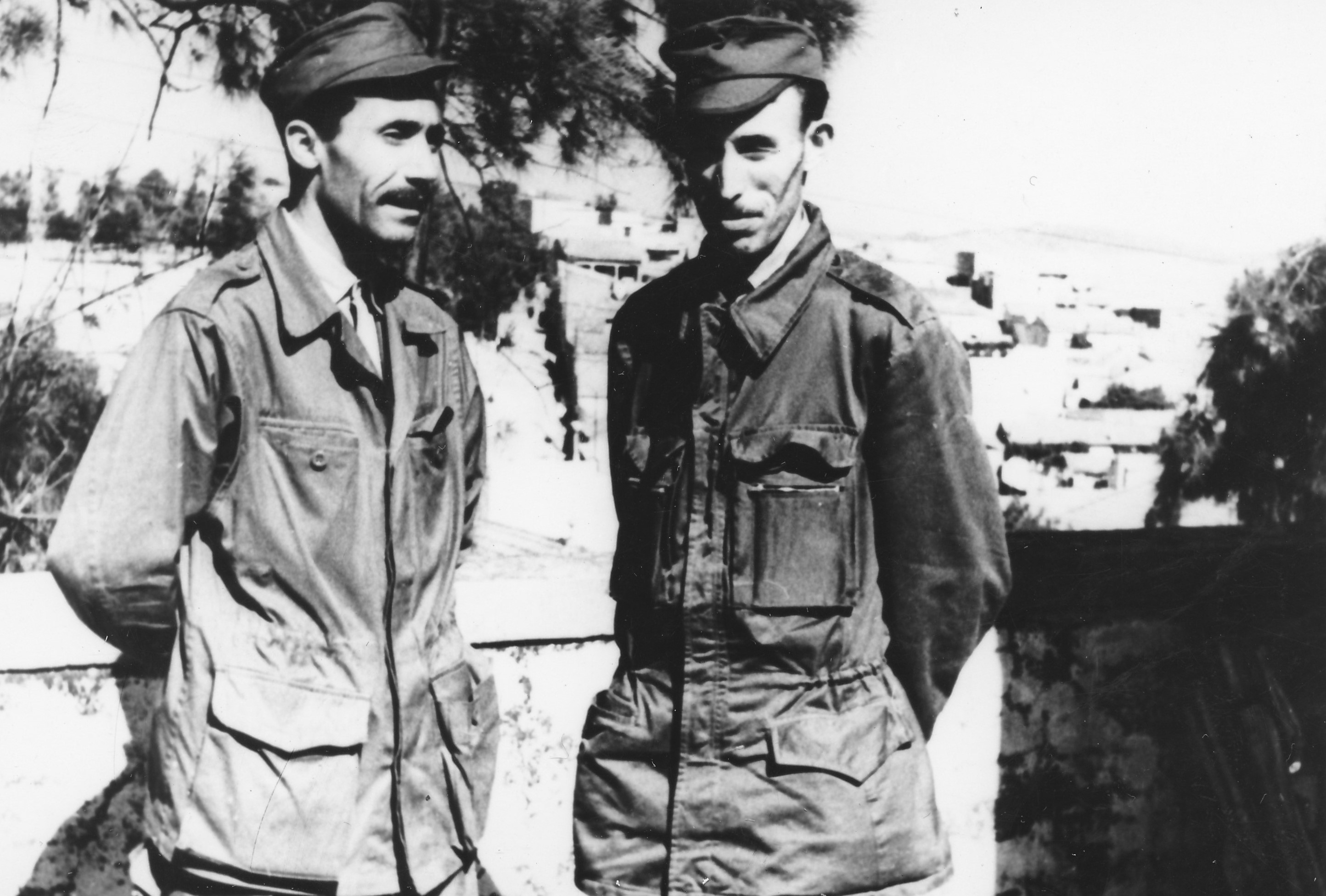
阿尔及利亚战争期间的胡阿里·布迈丁